# Лесной конёк

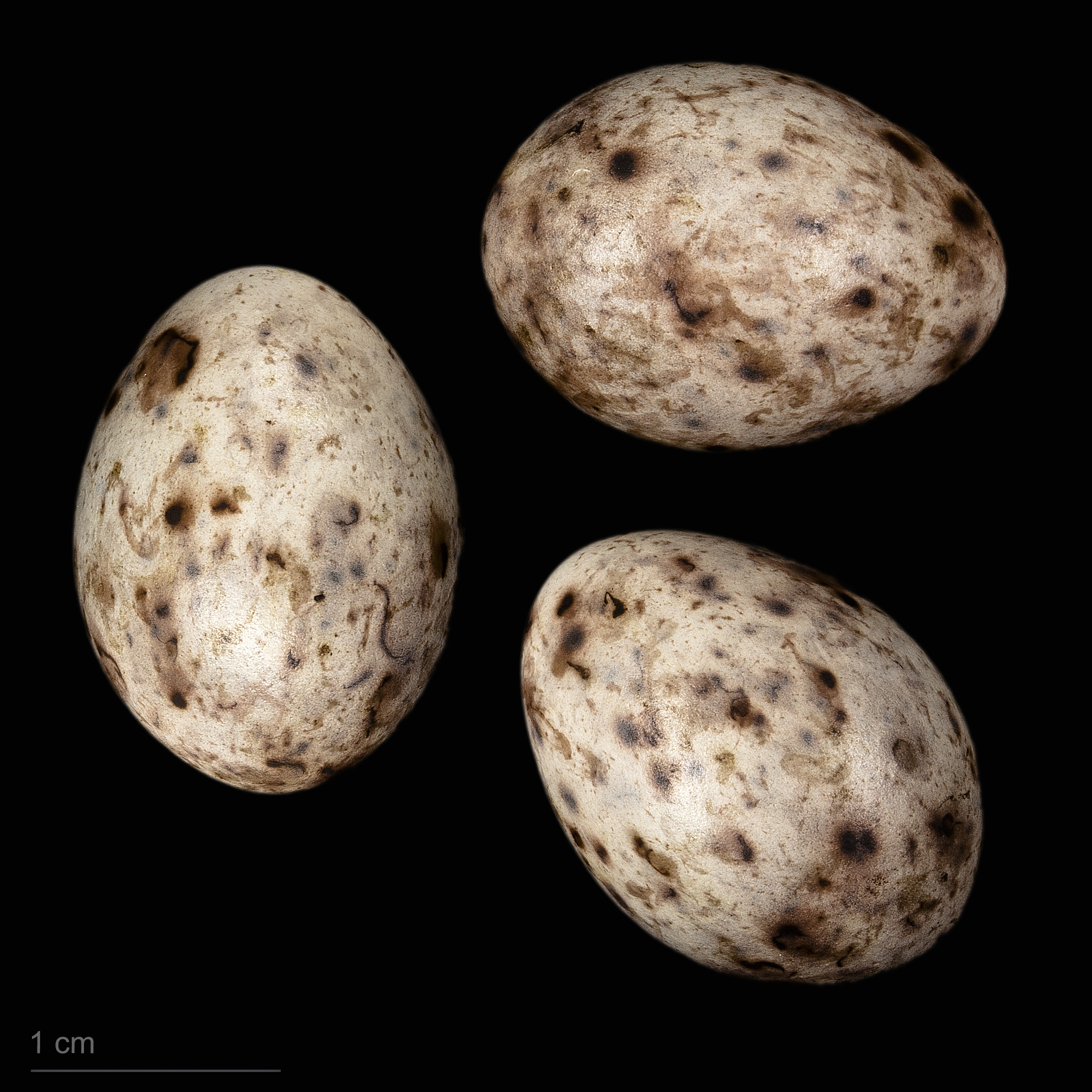
яйцо Anthus trivialis trivialis - Тулузский музеум

Лесной конёк, или лесная шеврица (лат. Anthus trivialis) — вид птиц из семейства трясогузковых, мельче и стройнее воробья. Длина тела до 16-20 см, размах крыльев 25-30 см, масса 20-26 г. Верх буровато-серый, с черновато-бурыми пестринами. Низ светло-охристый. На груди и боках тёмные пестрины, крайние рулевые белые. Ноги телесно-розовые; коготь заднего пальца короткий. Молодые с более чёткими чёрными пестринами верха тела. Позывки «тит-тит», «псиит-псиит».

## Образ жизни
Прибывает в первой половине апреля. Обитает на опушках лесов, заросших вырубках и гарях, верховых болотах. В отличие от других коньков, проводит много времени на деревьях. Селится изолированными парами, но иногда с очень высокой плотностью. Гнездо располагается на земле, на относительно открытом месте среди травы, обычно на некотором расстоянии от деревьев и кустарников. Гнездо строится из сухих травинок и мха. В кладке обычно 4-6 яиц. Окраска яиц чрезвычайно разнообразна, от белой со светло-палевым налетом и мелкими крапинками до светло-коричневой, бледно-фиолетовой или серой, с рисунком в виде высыпаний, крапинок, пятен разной контрастности и четкости коричневого, серого, фиолетового и коричневого (до почти черного) цветов. Птенцы покрыты длинным темно-серым пухом, ротовая полость оранжевая или красная, валики клюва светло-желтые.

Питается в основном насекомыми, реже семенами, которые собирает на земле. Осенью он исчезает с мест гнездования в течение сентября, редко может задерживаться до начала октября. Он летает небольшими стаями или поодиночке.

## Систематика
В виде Anthus trivialis выделяют 2 подвида:
- A. t. trivialis — обыкновенный лесной конёк[4].
- A. t. haringtoni — гималайский лесной конёк[4].

## Ареал
Европа, Северная и Центральная Азия. Гнездится лесной конёк в Англии, но на Оркнейских и Гибридских островах бывает изредка и только осенью, в Ирландии тоже залётами. На Скандинавском полуострове до 70° с. ш. в Норвегии и до 69° в Швеции; к югу до Кантабрийских гор в Испании, до центральной Италии и до средних частей Греции, восточнее по северной половине Малой Азии и по северному Ирану, далее на восток до Гильгита, Кашмира и Гарваля. Восточная граница неясна.